# Zanonia indica
Zanonia indica är en gurkväxtart. Zanonia indica ingår i släktet Zanonia och familjen gurkväxter.

## Underarter
Arten delas in i följande underarter:
- Z. i. indica
- Z. i. orientalis
- Z. i. paludosa
- Z. i. pubescens